# 庞晔
庞晔，江苏省江阴市人，毕业于中国传媒大学，是中国中央电视台主持人。

## 生平
庞晔出生在江苏省江阴市，他的父亲是科学工作人员，母亲是教师，具备良好的家庭环境和教养，使得她多才多艺，擅长歌舞、书法、绘画和琵琶弹奏。1991年，庞晔考入南菁高级中学。1994年，庞晔考入中国传媒大学。
1998年，庞晔就职于江苏电视台《开心假日》栏目组。2000年，庞晔在江苏电视台主持《家庭互联网》栏目。2001年，庞晔在江苏电视台主持《无敌智多星》和《女人百分百》。2005年，庞晔到中国中央电视台主持春节联欢晚会。

## 家庭
庞晔的丈夫也是中国传媒大学学生，两人同为校友在学校认识的。

## 主持節目
- 《寻宝》